# Joseph Weizenbaum
Joseph Weizenbaum (8. ledna 1923 Berlín – 5. března 2008 Gröben u Berlína) byl německo-americký emeritní profesor informatiky na Massachusettském technologickém institutu, autor několika kritických knih o vlivu techniky na společnost. Proslavil se i jako tvůrce programu ELIZA, předchůdce chatterbotů.

## Život

### Dětství
Weizenbaum se narodil 8. ledna 1923 v berlínské židovské rodině mistra kožešníka Jechiela Weizenbauma a jeho ženy Henriette. Po nástupu Hitlera nemohl dále studovat na Luisenstädtische Realgymnasium a v roce 1935 musel se svou rodinou uprchnout před nacisty do USA.

### Studium a vědecká práce
V Americe Weizenbaum dokončil střední školu a roku 1941 začal studovat matematiku na Wayne State University v Detroitu. Studia přerušil po vstupu USA do války. Sloužil v meteorologickém oddílu amerického letectva. Po válce pokračoval ve studiu a roku 1950 ukončil magisterské studium. Na Wayne State University zůstal a působil zde jako vědecký asistent na fakultě matematiky, pracoval na analogovém počítači a pro univerzitu pomohl vytvořit jeden z prvních digitálních počítačů.
Mezi lety 1953 až 1962 pracoval Weizenbaum jako systémový inženýr pro firmu General Electric na projektu ERMA, prvním počítačovém bankovním systému, který umožnil automatizaci zpracování šeků v Bank of America. Podílel se také na konstrukci prvních sítí.
Je tvůrcem programovacího jazyka SLIP.
Externě působil na Stanfordově univerzitě. Roku 1963 začala jeho spolupráce s MIT, kam v roce 1963 nastoupil jako hostující přednášející a spolupracoval zde na vývoji time-sharingu. Po roční stáži tam zůstal natvalo jako docent, od roku 1970 zde pak působil jako profesor informatiky, emeritován byl roku 1988.

### ELIZA
Roku 1966 publikoval poměrně jednoduchý program ELIZA, který zpracovával vstup od uživatele psaný přirozeným jazykem. Program napodoboval rozhovor psychologa s pacientem. Program byl pojmenován podle postavy naivní dívky v Pygmalionu George Bernarda Shawa. Přestože program pouze vybíral klíčová slova z uživatelových odpovědí a z nich tvořil další otázky, mnoho uživatelů podlehlo dojmu, že program přemýšlí, nebo že jim odpovídá člověk. Podobné programy jsou dnes známy jako chatboty nebo chatterboty.
>> Hello.

How do you do. Please state your problem.

>> I spend too much time editing Wikipedia

You say you spend too much time editing wikipedia ?

>> yes

You seem to be quite positive.

...

### Kritika informatiky
Weizenbaum byl šokován, že jeho program lidé (dokonce i psychoterapauti) berou vážně a v sedmdesátých letech se začal zabývat dopady informatiky a umělé inteligence na společnost více filosoficky, kritizoval přílišný optimismus ohledně moderních technologií a zdůrazňoval, že rozhodovací pravomoc musí vždy zůstat člověku. Pro své kritické názory byl někdy nazýván disidentem nebo kacířem informatiky. Byl spoluzakladatelem společnosti Computer Professionals for Social Responsibility v USA a nositelem ceny Norberta Wienera, kterou tato společnost uděluje. V Německu byl členem spolku Forum Informatikerin und Informatiker für Frieden und gesellschaftliche Verantwortung, společnosti zabývající se společenskými aspekty informatiky.

### Konec života
Od roku 1996 žil opět v Berlíně.
Na podzim roku 1998 navštívil Weizenbaum Prahu, kam byl pozván Goetheho Institutem. V Praze na symposiu Softmoderne – Literatur im Netz (Softmoderna – Literatura v síti) vedl debatu s Oswaldem Wienerem, rakouským kybernetikem a spisovatelem.
V roce 2002 se stal laureátem Ceny Nadace Dagmar a Václava Havlových VIZE 97.
Zemřel 5. března 2008, je pochován na berlínském židovském hřbitově.

## Dílo
- ELIZA - A Computer Program for the Study of Natural Language Communication between Man and Machine, Communications of the Association for Computing Machinery 9 (1966): 36-45.
- Computer Power and Human Reason: From Judgment To Calculation (Počítačová moc a lidský rozum – Od soudnosti k počítání), W. H. Freeman, San Francisco 1976, ISBN 0-7167-0464-1
- Kurs auf den Eisberg oder nur das Wunder wird uns retten (Kurs směr ledovec aneb zachránit nás může jen zázrak), Pendo-Verlag, Zürich 1984, ISBN 3-85842-087-5
- Wer erfindet die Computermythen? Der Fortschritt in den grossen Irrtum (Kdo vymýšlí mýty o počítačích? Pokrok ve velkém omylu), Herder 1993, ISBN 3-451-04192-8